# معهد الحرب الكيميائية للقوات المسلحة (مصر)
معهد الحرب الكيميائية هو إحدى معاهد القوات المسلحة المصرية.